# (3531) Cruikshank
(3531) Cruikshank (1981 FB) – planetoida z grupy pasa głównego asteroid okrążająca Słońce w ciągu 4,25 lat w średniej odległości 2,62 j.a. Odkrył ją Edward Bowell 30 marca 1981 roku.